# Ânkhésenpépi III
Pour les articles homonymes, voir Ânkhésenpépi.
Ânkhésenpépi III est la fille de Mérenrê Ier et l'épouse de Pépi II. Elle porte également le nom d'Ânkhnesmérirê III. Sa sépulture est une pyramide située dans la nécropole de celle de son grand-père Pépi Ier.

## Généalogie
Ses titres sont : Fille du Roi (z3t-niswt) et Épouse du Roi (hmt-niswt).
Elle est en effet la fille du roi Mérenrê Ier et l'épouse de son frère ou demi-frère Pépi II.
De plus, selon Hratch Papazian, elle serait la mère du roi Néferkarê II, même si aucun titre ne vient appuyer cette thèse.

## Sépulture
Comme pour les reines de cette époque, elle reçoit le privilège de se faire bâtir un complexe funéraire à Saqqarah.
Sa tombe a été retrouvée par Audran Labrousse en 2003, parmi la nécropole de son grand-père Pépi Ier au sein d'une véritable nécropole princière bâtie au sud du complexe funéraire royal (au sud de la pyramide de Pépi Ier, au sud-ouest de celle du prince Hornéterikhet, nichée dans un espace réduit, au nord de la pyramide de la reine Ânkhésenpépi II). Elle est constituée d'un petit complexe pyramidal. 
Sa pyramide mesurant 15,75 mètres (30 coudées, au lieu des 40 coudées pour les reines précédentes) montre une disposition interne simplifiée. Le sarcophage est creusé dans un énorme bloc de poudingue de dallage, qui indique son nom et ses titres, à l'ouest de la chambre funéraire, et son couvercle est en granit rose.
Sa pyramide ne comporte pas de textes des pyramides, elle serait la seule des reines de Pépi II à ne pas l'avoir. La chambre funéraire de la reine comportait une ligne de hiéroglyphes gravés dans la pierre et courant tout autour sur les murs du caveau.
Dans l’enceinte de son monument funéraire, enfouie à l’ouest dans un puits, est apparue une jolie petite tombe peinte de couleurs fraîches, au nom de la prêtresse d’Hathor répondant au nom d'« Ankhesen ». Aucun lien familial n’est indiqué avec Ânkhésenpépi III, la petite tombe étant toutefois antérieure à la pyramide qui l’abrite. La momie y était encore en place, accompagnée de son chevet ; une statuette en bois de 25 à 30 cm représentant la défunte y fut aussi retrouvée.